# 宝贝儿
《宝贝儿》（英語：Baby）是2018年中国大陆剧情片，由刘杰导演，杨幂、郭京飞和李鸿其主演。片中，杨幂饰演的孤儿江萌拯救另一位被父母抛弃的缺陷婴儿，这是楊冪首次素颜出演电影。影片入围第43届多伦多国际电影节“特别展映”单元和圣塞瓦斯蒂安国际电影节主竞赛单元。中国大陆定于2018年10月19日上映。

## 演员
- 杨幂 饰 江萌
- 郭京飞 饰 徐先生
- 李鸿其 饰 小军

## 电影歌曲
| 曲序 | 曲目             | 演唱   |
| ---- | ---------------- | ------ |
| 1.   | 宝贝儿（主题曲） | 吴青峰 |

## 制作
影片于江苏省南京市和安徽省马鞍山市取景，全片采用南京话台词，镜头大多聚焦于郊区农村、菜市场、汽车站、市井街巷等各个真实的生活场景。阵容方面，除了杨幂、郭京飞和李鸿其三位专业演员，其余角色均为素人，其中包括真实生活中的警察、福利院长。这是杨幂出演的首部文艺片。
电影于2017年10月开机，2018年3月17日正式宣布杀青。

## 评价
- 《综艺》杂志认为影片“细致入微的审视了中国计划生育政策的后果，含蓄的批判了中国国家福利政策的僵化，展现了社会对女性与残疾人的歧视，以及在一个冷酷的世界，善良该如何自处的问题。”[5]
- 《人民網》亦指出，该片原本被视为杨幂的转型之作，让观众对其演技有所改观，但目前看来，网友却并不为杨幂的“扮丑”、“牺牲形象”买单；影评人“水怪”也表示，杨幂以往拍商业片较多，第一次愿意花时间去演绎一个不熟悉的角色，对演员本身来说是一种进步，也能让更多观众关注有出生缺陷的儿童群体，評價產生兩極化。[6]

## 爭議
部分中国内地电影评分网站，如豆瓣及猫眼对该片评价較兩極化，當中豆瓣评分為5.6分。